# آنا كوزنتسوفا
آنا يوريفنا كوزنيتسوفا (الروسية: Анна Аа؛ 3 يناير 1982) هي مفوض حقوق الطفل لرئيس الاتحاد الروسي.
تحمل كوزنيتسوفا نظرة مؤيدة للحياة. وقد أعلنت عن دعمها لوجهات نظر هامشية مثل دعمها لنظرية التأثير التناسلي البَعدي، مما دفع المحرر المؤسس لصحيفة الأعمال فيدوموستي  إلى تفسير تعيينها على أنه علامة على أن الرئيس الروسي فلاديمير بوتين أصبح أكثر أيديولوجية.
في نوفمبر/تشرين الثاني 2018، أثار ذكرها حول تشويه الأعضاء التناسلية الأنثوية غضباً عاماً.

## روابط خارجية
- الموقع الرسمي مفوض حقوق الطفل في روسيا